# Ivarr II Uí Ímair
Pour les articles homonymes, voir Ivarr.
Ivarr II Uí Ímair (vieux-norrois: Ímar ua Ímair) mort en 904, est un viking, roi de Dublin de 896 à 902  qui appartient à la famille des Uí Ímair ou Uí Ímhair.

## Origine
Ivarr Uí Ímair  est le second des petits-fils d’Ivarr roi de Dublin qui apparaît dans les sources après la mort de son frère ou cousin Óláfr ou Amblaib   Uí Ímair ou Uí Ímhair  tué en 896
Les liens de parenté entre les cinq Uí Ímair ou Uí Ímhair: Óláfr/Amblaib, Ivarr/Ímar, Gothfrith Uí Ímair, Ragnall Uí Ímair et Sitriuc Uí Ímair qui interviennent de façon régulière dans les Chroniques d'Irlande ne sont pas clairement établis. On ignore s’ils sont les fils de Sichfrith mac Ímair  (Sighfrith fils d’Ivarr) assassiné en  888  ou de  Sitriucc m.Imair  (Sihtric fils d’Ivarr) tué en 896 ou d’un autre fils d’Ivarr resté anonyme.

## Règne
Ivar II de Dublin succède à son parent Sigtryggr Ier de Dublin ou  Sigtryggr Ivarsson  tué en 896. Son règne est bref et obscur et les annalistes irlandais relèvent seulement que les « Étrangers » sont chassés de Dublin en 902 par une coalition des rois irlandais Mael Finnian mac Flannacan de Brega et Cerball mac Muirican de Laigin .
Ivarr semble avoir repris son activité de « Roi de la Mer » et organisé des expéditions de pillage des côtes de l’Écosse car «  la Chronique des Rois d'Alba » indique que pendant la 3e année du règne de Constantin mac Aeda  i.e  en 903  les  « Hommes du Nord » pillent Dunkeld et tout l’Alba. L’année suivante les « Hommes du Nord » sont tués au Straith Herenn  .
Les Annales d'Ulster relèvent sans doute le même événement lorsqu’elles notent que Ímar Uí Ímair est tué par les « Hommes de Fortriú » avec « un grand massacre de ses hommes autour de lui ».
Dublin restera aux mains des Irlandais jusqu’en 917.